# AMFE
L'Anàlisi Modal de Fallades i els seus Efectes (AMFE) és una tècnica documental emprada en el món del control i assegurament de la qualitat, que permet identificar, definir, detectar i classificar les fallades potencials en un procés, en un producte o en un servei i, per tant, n'evita o en preveu la producció. Es basa a valorar numèricament la gravetat, capacitat de detecció i probabilitat que es produeixin aquestes fallades. Amb aquests valors numèrics es calcularà l'índex de prioritat de risc (IPR) que permetrà prioritzar les accions empreses per evitar la producció de tals fallades. Així doncs, ens trobem davant d'una eina molt potent que, tant permet controlar el desenvolupament d'un disseny, com millorar productes o processos productius ja existents.
S'utilitzen bàsicament dos tipus d'AMFE: 
- AMFE de disseny: Quan s'aplica durant la fase de disseny d'un projecte (procés, servei o producte)
- AMFE de procés: Quan s'aplica al llarg del mateix procés.

L'aplicació de l'AMFE genera un document viu que s'aplica al llarg de tot el projecte, des de la fase de gestació fins que el projecte esdevé realitat. Generalment, els dos tipus d'AMFE s'apliquen de manera seqüencial. Un cop aplicat a la fase de disseny i detectats i corregits els possibles modes de fallada, s'aplica al procés productiu, de manera que el risc d'aparició de defectes o fallades es va reduint en el temps, amb la finalitat que aquests no arribin mai al consumidor final del producte o servei.
L'AMFE parteix sempre de la creació d'un equip interdisciplinari on hi intervé personal dels diferents departaments involucrats en el projecte en qüestió: disseny, procés, qualitat, màrqueting, producció, manteniment, entre d'altres. Aquest equip analitza el projecte, tot determinant quins són els modes de fallada que es poden produir, i per cada mode de fallada en determinaran les causes que les poden produir i els seus efectes si es produeixen. De cada mode de fallada en determinen i valoren numèricament segons uns barems establerts a priori, la seva gravetat (G) si es produeix, la capacitat de detecció (D) i la seva freqüència de producció (F). Multiplicant els valors de G, D i F, s'obté l'índex de prioritat de risc (IPR), que determinarà quins són aquells modes de fallada sobre els quals cal actuar amb màxima prioritat, ja que són molt greus, difícils de detectar i, alhora, es produeixen amb una freqüència molt elevada.
De la realització d'una Amfe n'esdevé sempre un pla d'accions preventives o un pla d'accions correctores, amb uns responsables de dur-lo a terme i de controlar-ne el correcte tancament. Un cop realitzat i tancat documentalment l'AMFE és activat de nou sobre el mateix projecte, però partint d'uns modes de fallida que ja han estat revisats i sobre els quals s'ha actuat i per tant, o bé han estat corregits totalment, o bé parteixen d'un Índex de Prioritat de Risc (IPR) molt menor del que tenien en la fase inicial, inserint d'aquesta manera el projecte en una dinàmica de millora contínua de la qualitat.